# 堂崎天主堂

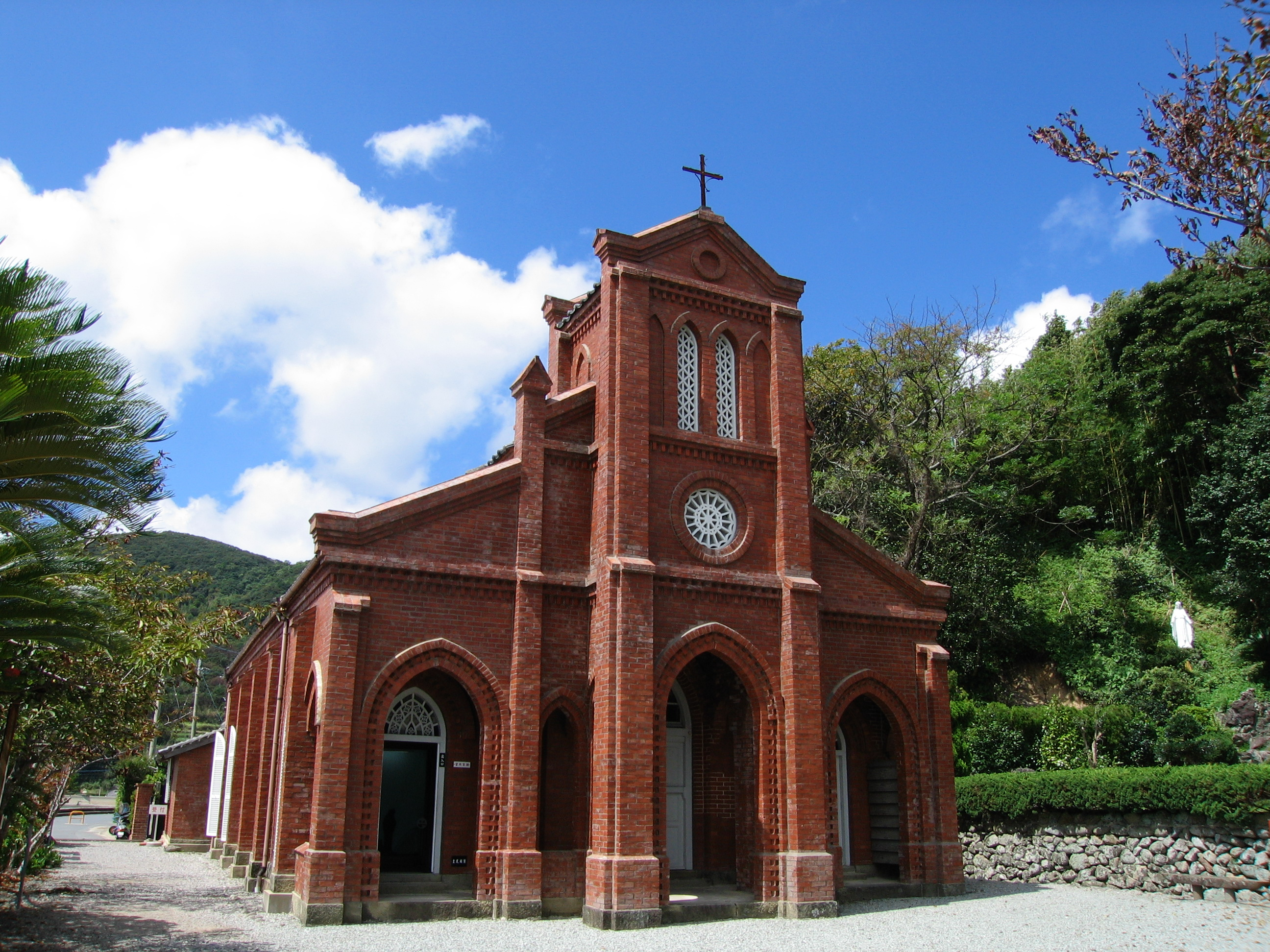
堂崎天主堂

堂崎天主堂（日语：どうざきてんしゅどう）是位於日本長崎縣五島市福江島的一座天主教教堂。堂崎天主堂是日本解除江戶時代的基督教禁教令之後在五島群島最初興建的教堂，在1974年被列入長崎縣指定有形文化財。現在堂崎天主堂也開始有堂崎天主堂基督徒資料館。

## 外部連結
- カトリック浦頭教会 （页面存档备份，存于）
- 堂崎教会堂 長崎旅ネット （页面存档备份，存于） 長崎県観光連盟
- 長崎県の文化財（堂崎天主堂） （页面存档备份，存于）

32°45′21.1″N 128°50′13.9″E / 32.755861°N 128.837194°E